# Store Norske

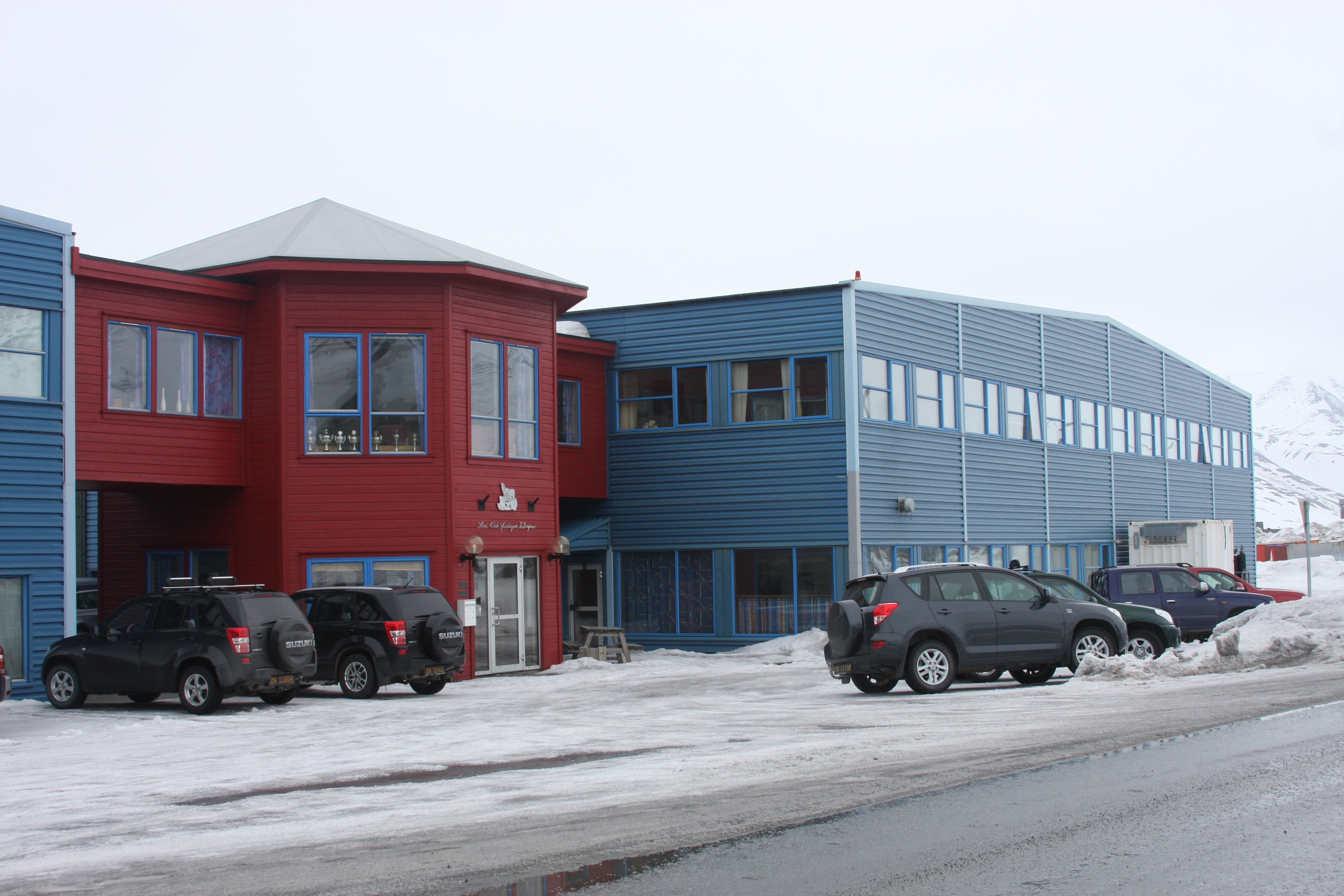
Штаб-квартира в центральній частині Лонг'їра

Store Norske Spitsbergen Kulkompani (SNSK), або просто Store Norske — це норвезька вугледобувна компанія, що базується на архіпелазі Шпіцберген. Вона була створена в 1916 році після норвезької покупки Американської компанії з арктичного вугілля (ACC).
У компанії 360 співробітників і експлуатується дві вугільні шахти. Більша розмістилася в поселенні Свеагрува, близько 60 км на південь від Лонг'їра. Шахта «Свеа Норд» з довгими стінами щорічно видобуває 2 мільйони тонн бітумного вугілля. Третина його продається для металургійних цілей. Управляючим директором Store Norske Spitsbergen Kulkompani був Пер Андерссон. Шахта Свеагрува закрилася в 2017 році.
Store Norske Spitsbergen Kulkompani має судноплавний порт на мисі Амстердам, 15 км від Свеагруви. 
У 2021 році Store Norske Spitsbergen Kulkompani був визнаний №81 в Арктичному індексі екологічної відповідальності (AERI), який охоплює 120 нафтових, газових та гірничодобувних компаній, які беруть участь у видобутку ресурсів на північ від Полярного кола. 

## Історія
Store Norske Spitsbergen Kulkompani був заснований в 1916 році. 

## Колишні виконавчі директори
- Хільмар Рекстен [4]
- Ейнар Свердруп
- Роберт Германсен [5]